# إيفي لوغ (جورجيا)
إيفي لوغ (بالإنجليزية: Ivy Log, Georgia)‏ هي بلدة تقع في مقاطعة يونيون، جورجيا بولاية جورجيا في الولايات المتحدة. تبلغ مساحتها  (كم²)، وترتفع عن سطح البحر  م، بلغ عدد سكانها  نسمة في عام  حسب إحصاء مكتب تعداد الولايات المتحدة .

## وصلات خارجية
- The US50 - Cities and Towns in Georgia State
- Georgia Cities and Towns, Facts, Map, Flag, Colleges, Government, and More